# Louis Audouin-Dubreuil
Pour les articles homonymes, voir Audouin et Dubreuil.
Louis Audouin-Dubreuil, né le 2 août 1887 à Saint-Jean-d'Angély et mort le 12 février 1960 à Zarzis en Tunisie, est un officier et explorateur français.

## Biographie
Son père, Paul Louis Audouin-Dubreuil, est négociant en cognac à Saint-Jean-d'Angély, directeur des établissements Audouin frères (fondés sous Louis XV) ; sa mère, née Marie de Reboul, peintre florale. Il reprend la direction de l'entreprise familiale en 1911 après avoir suivi une formation de deux ans en Angleterre, avant d'être incorporé en 1914 au 10e régiment de hussards, puis à l'École de cavalerie de Saumur. Il participe à la première bataille de la Marne, ce qui lui vaut la croix de guerre, en tant que sous-officier de liaison, puis combat dans les tranchées d'Arras, de l'Argonne, et en 1916 à Verdun. Il obtient son brevet de pilote à Chartres en 1917 et gagne ensuite le Sud tunisien. Il y crée le camp d'aviation de Zarzis et combat les Senoussis.
Officier méhariste[réf. nécessaire], fasciné par René Caillié né en 1799 dans la même région que lui, il commande en 1919 la section des voitures de la mission Saoura-Tidikelt, avant de quitter l'armée et d'être recruté par André Citroën comme adjoint de Georges-Marie Haardt pour la première traversée du Sahara en autochenilles (Touggourt-Tombouctou, du 17 décembre 1922 au 7 janvier 1923, puis retour). Toujours avec Haardt, il participe ensuite à la Croisière noire (1924-1925), à travers l'Afrique, et à la Croisière jaune (1931-1932), jusqu'en Extrême-Orient. Au cours de la Seconde Guerre mondiale, il est chef d'escadrons, puis chargé de mission auprès du résident général de France en Tunisie.

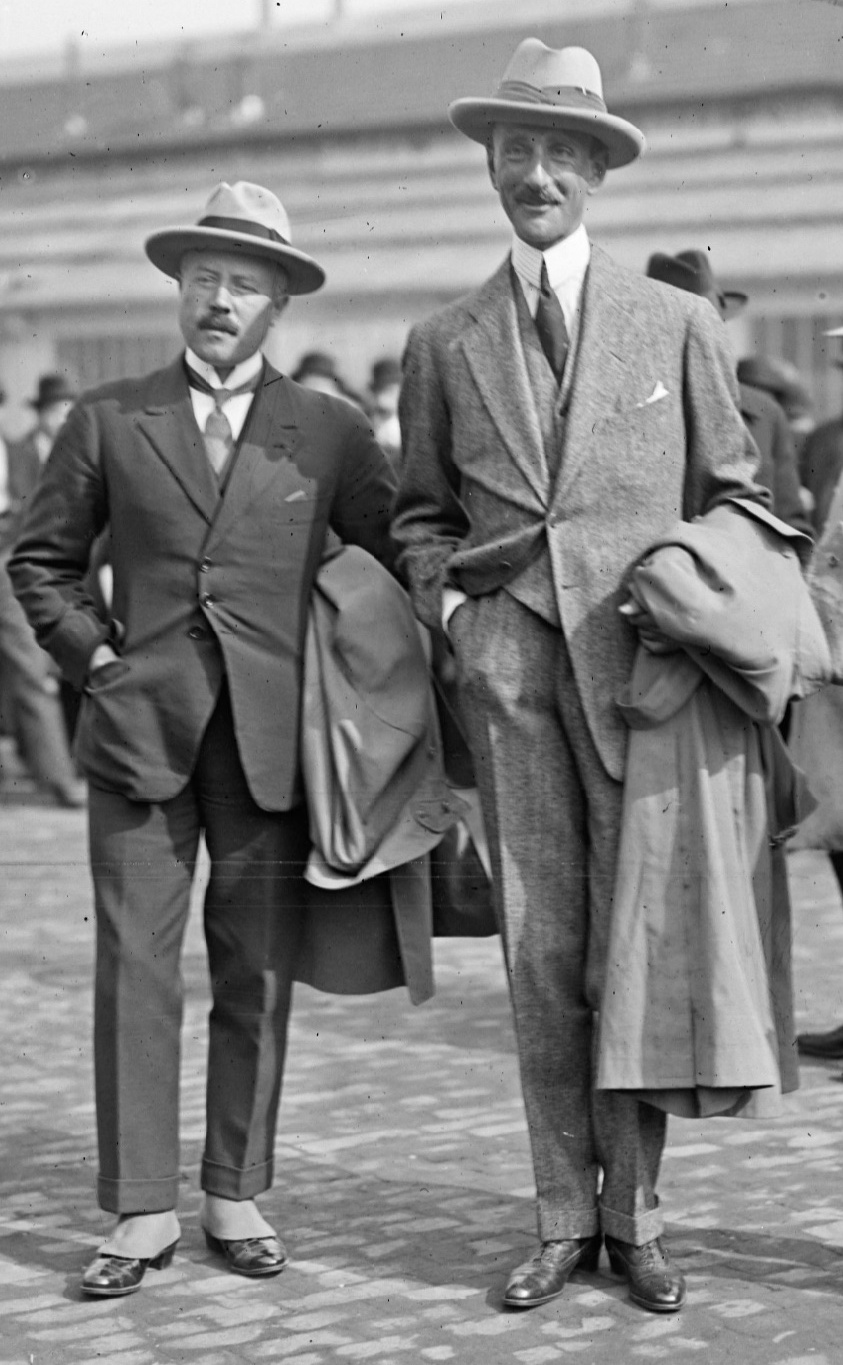
Louis Audouin-Dubreuil et Georges-Marie Haardt en 1923.

En juin 1933, il épouse Gilberte Marchegay qui lui donnera trois filles : Dacine, Ariane et Tanit. Mort en Tunisie en 1960, il est inhumé dans le vestibule de sa maison arabe de Zarzis. Il laisse une bonne image auprès des habitants de la ville, au point que le Conseil municipal déclare sa fille Ariane Audouin-Dubreuil (héritière de sa maison) citoyenne d'honneur de Zarzis.

## Décorations
- Croix de guerre 1914-1918 avec 3 citations (deux étoiles de bronze et une étoile de vermeil)
- Chevalier de l'ordre du Nichan Iftikhar
- Médaille commémorative de la guerre 1914-1918
- Médaille interalliée de la Victoire

## Hommages
Il existe un lycée Louis-Audouin-Dubreuil dans sa ville natale de Saint-Jean-d'Angély, ainsi qu'un monument.